# ورسنس
ورسنس (به فرانسوی: Varesnes) یک کامین در فرانسه است که در Canton of Noyon واقع شده‌است.

## خصوصیات
ورسنس ۹٫۱۵ کیلومترمربع مساحت و ۳۸۲ نفر جمعیت دارد و ۳۹ متر بالاتر از سطح دریا واقع شده‌است.